# Carl Emeis

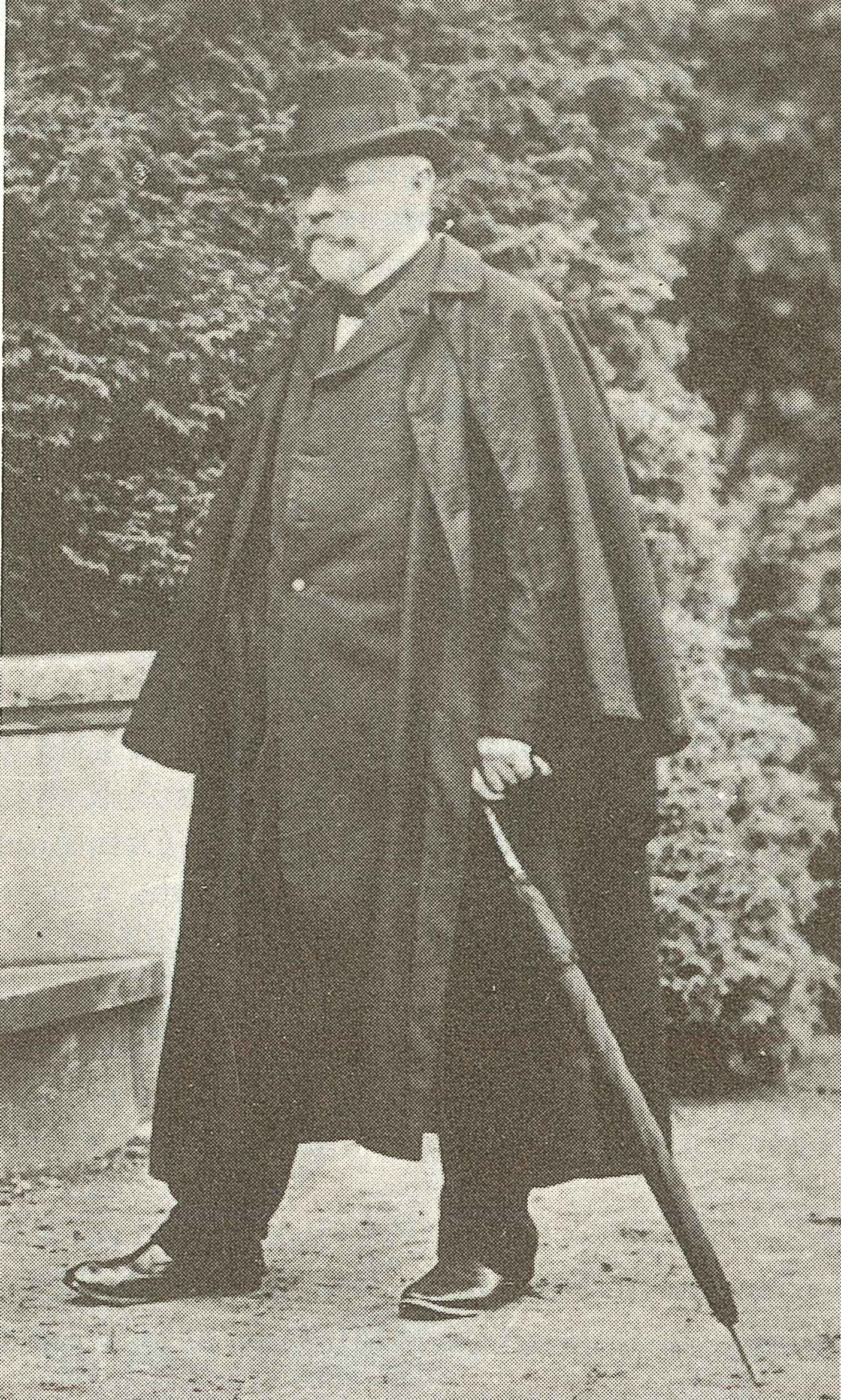
Carl Emeis

Christian Sophus Johannes Carl Emeis (* 31. Januar 1831 bei Flensburg (Kluesries); † 2. März 1911 in Flensburg) war ein deutscher Provinzialforstdirektor, Pionier der Bodenmelioration und Gründer des Heidekulturvereins für Schleswig-Holstein.

## Leben

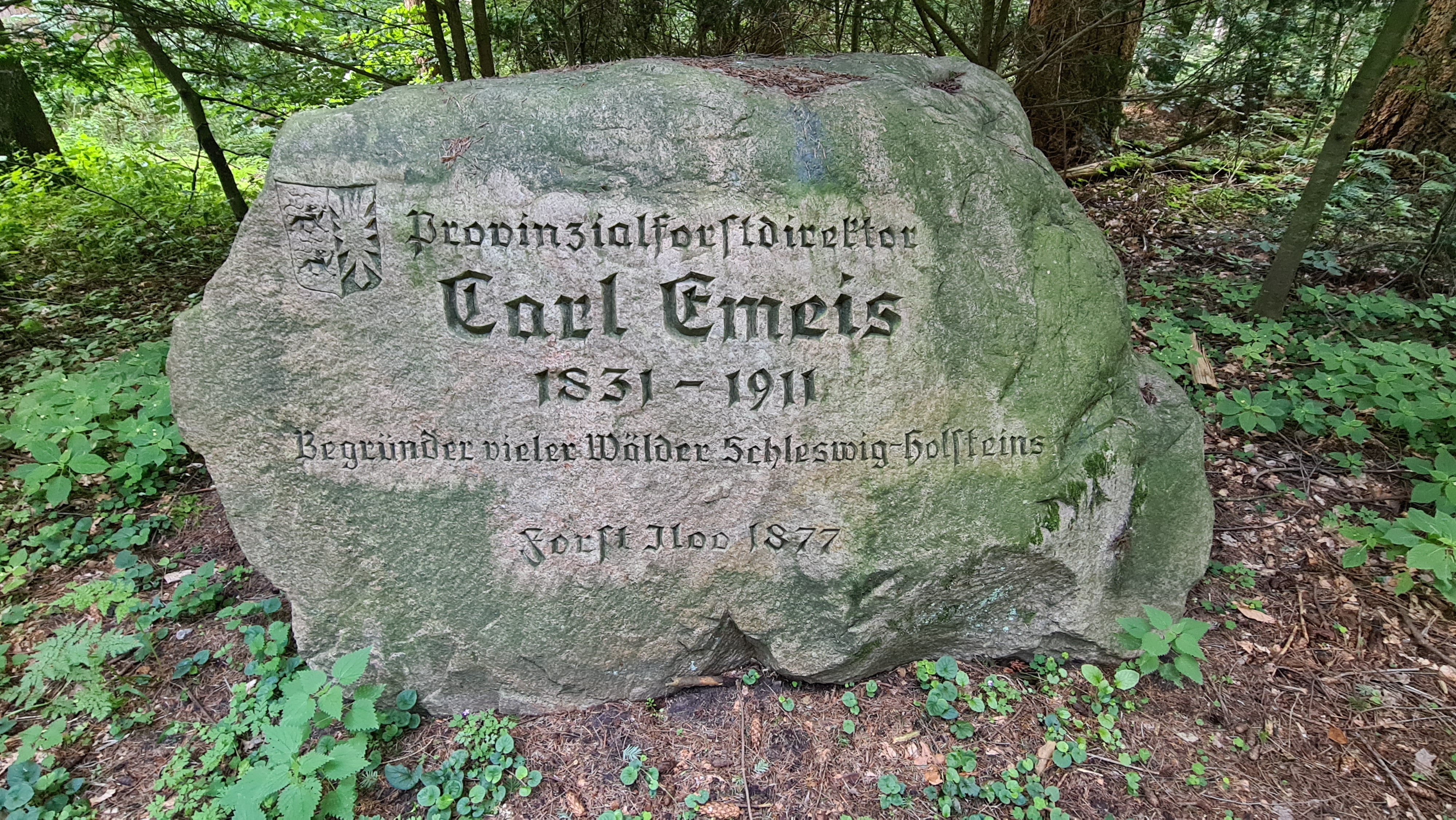
Gedenkstein für Carl Emeis im Forst Iloo zwischen Aukrug und Timmaspe

Emeis war der Sohn des Försters Christian Emeis, der ab 1837 in der Försterei Ahrensbök tätig war und unter der dänischen Verwaltungshoheit zum Forstrat ernannt wurde. 1871 wurde er als oldenburgischer Oberforstrat pensioniert. Carl Emeis folgte seinem Vater in der Berufswahl.
Auf Basis seiner bodenkundlichen Forschungen in der Segeberger Heide sowie den Erfahrungen von Enrico Dalgas (1828–1894) bei Aufforstungen in Dänemark, schuf Emeis die Theorie der Ortsteinbildung und Verheidung. Erstmals wurde dabei auch die Rolle der Humussäuren bei den Auswaschungsvorgängen richtig gewürdigt.
In Schleswig-Holstein wurde die Melioration ab Anfang der 1890er Jahre großflächig durchgeführt. Erst durch die Industrialisierung war die Mergelung von rund 100.000 Hektar auf der schleswigschen Geest (bis 1914) sowie das Brechen des Ortsteins durch Tiefpflüge möglich geworden. Im 19. Jahrhundert erhielt Emeis von der damaligen Provinzregierung den Auftrag, Nordfriesland zu bewalden, da der Norden Deutschlands nur spärlich mit Wald bedeckt war. Bei dieser gezielten Aufforstungsaktion entstand u. a. der Langenberger Forst. Er schuf bis zu seiner Pensionierung im Jahr 1907 die Provinzialforste der Kreise Südtondern, Husum und Rendsburg. Dabei wurden in diesen Gebieten auf Heide- und Ödland 2.821 Hektar neuer Wald angepflanzt.
Bei Süderlügum und Leck erwarb er gezielt zusammenhängende Flächen um durch deren Aufforstung einen wirksamen Windschutz für die dahinter liegenden Agrarflächen zu schaffen. Insgesamt legte er in Schleswig-Holstein zusammen mit seinem Sohn und seinem Amtsnachfolger eine Waldfläche von rund 17.000 Hektar an. Er starb 1911 in seiner Villa Silvana in Flensburg und wurde auf dem Mühlenfriedhof beigesetzt.

## Heidekulturverein
Emeis gründete am 20. Dezember 1871 in Rendsburg den Haide-Cultur-Verein für Schleswig-Holstein (Heidekulturverein), der zum Vorreiter für weitere Landeskulturvereine wurde. Bis 1907 war er dort als Vorstandsmitglied tätig. Zukunftsweisend waren seine Ideen zur Betreuung des Privat- und Bauernwaldes sowie die von ihm angelegten Gründungen von Waldbauvereinen und Forstgenossenschaften. So wurde am 25. März 1874 der Erste schleswig-holsteinische Waldverband in Aukrug gegründet. Durch das Wirken des Waldverbandes wurde in ca. 30 Jahren die Waldfläche im Aukrug von 490 ha (1874) auf 930 ha (1906) fast verdoppelt.

## Emeis-Kultur

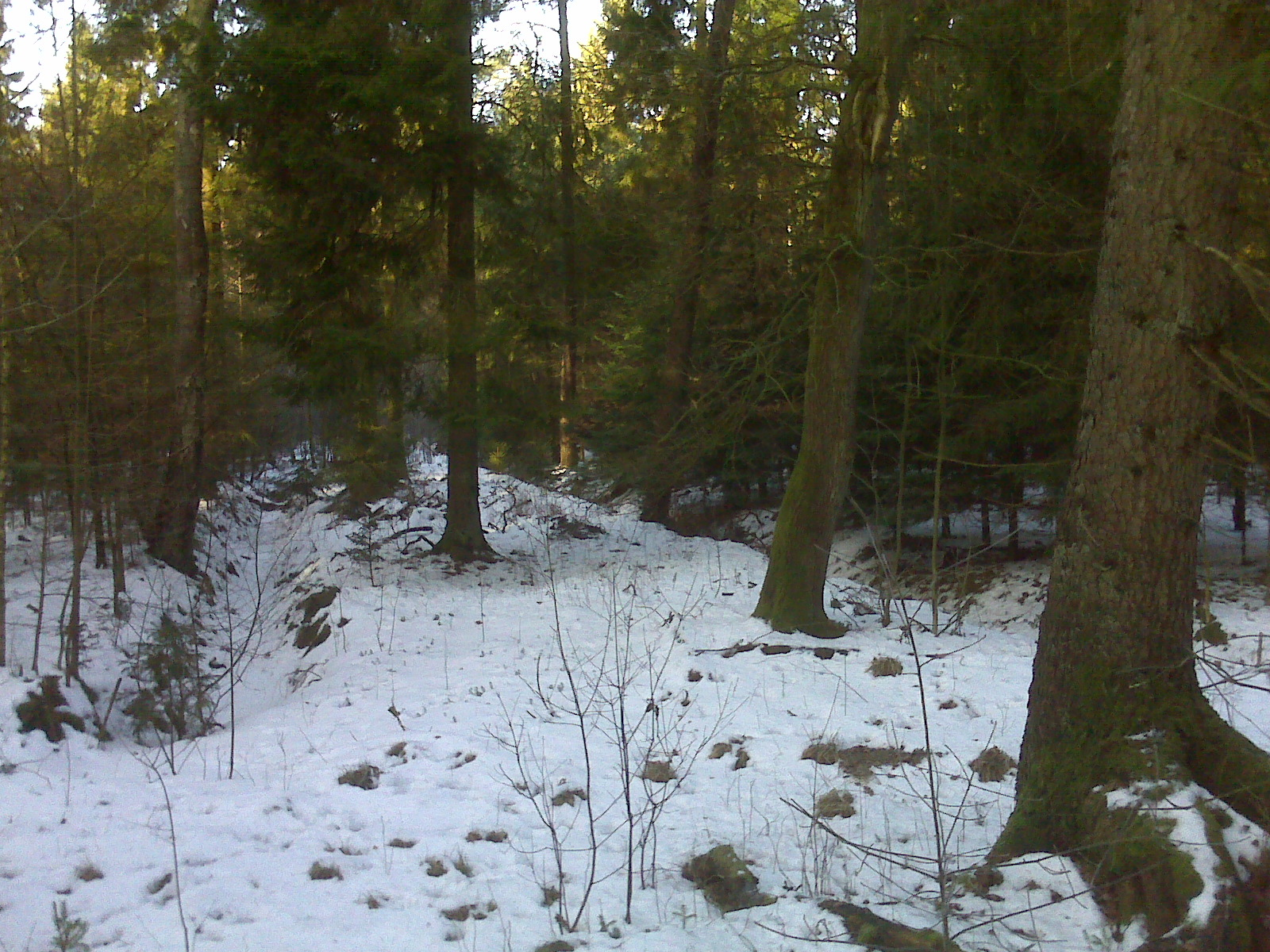
Emeis-Kultur aus dem Jahr 1880 im Forst Iloo zwischen Aukrug und Timmaspe

Zur Beseitigung des Ortsteins entwickelte Carl Emeis ein Verfahren, das besonders bis zur Einführung des Dampfpfluges angewendet wurde: Die Rabattenkultur, die auch als Emeis-Kultur oder Emeissche Rabattenkultur bekannt wurde. Vor dem Einsatz des Dampfpfluges, der den Ortstein bis zu einer Tiefe von min. 65 cm, bei guten Bodenverhältnissen bis 80 cm aufbrechen konnte, wurde der Hannoversche Pferde-Rajolpflug verwendet, der von 12 bis 16 Pferden gezogen bis zu 35–40 cm tief pflügen konnte. Für die Kultivierung und Aufforstung von sehr feuchten Heideflächen und Standorten, bei denen der Ortstein tiefer lag, entwickelte Emeis ein System, bei dem Parallelgräben in einer Tiefe von 0,90 bis 1,00 m in einem Abstand von acht Metern Abstand von Grabenmitte zu Grabenmitte angelegt wurden, oben 1,20 m, in der Sohle 1,00 m breit. Die steilen Grabenwände waren nötig, um den unter dem Ortstein liegen gesunden Boden für die Überdeckung der Erddämme zwischen den Gräben zu gewinnen.

## Sonstiges
In Leck ist eine Straße nach ihm benannt. Im Forst Iloo (Koordinaten: 54° 6′ 29,5″ N, 9° 52′ 13,4″ O) bei Neumünster und im Langenberger Forst in der Nähe des Ochsenweges sind ihm Gedenksteine gewidmet.

## Werke
- Die Schrägpflanzung im Forstbetriebe. In: Allgemeine Forst- u. Jagd-Zeitung. 1899, S. 185.
- Allgemeines über Wald, Moor und Haide in Schleswig-Holstein. Springer Verlag, 1873.
- Waldbauliche Forschungen und Beobachtungen. Springer Verlag, Berlin 1875.
- Zur Aufforstungsfrage in schleswig-holsteinischen Haiden. Wilster, Schwarck 1881. (Erschienen als Beilage zum Vereinsblatt des Haide-Kultur-Vereins für Schleswig-Holstein)
- Zur Waldkultur auf dem Oedlande in Schleswig-Holstein. In: Allgemeine Forst- und Jagdzeitung. LXXXV, 1907, S. 402–410.